# ファルマス大学
ファルマス大学（ファルマスだいがく、Falmouth University コーンウォール語: Pennskol Aberfala）は、英国コーンウォール地方のファルマスおよびペンリン(en)にある芸術大学。 1902年に設立され、ファルマス芸術大学、ファルマス造形芸術大学を経て2005年3月にファルマス大学となった。 2008年4月にDartington芸術大学と統合し、パフォーマンス分野を有した。2012年11月27日には、世界でトップ５の芸術大学になる、という構想が発表された。 2012年9月には、Privy Councilより、完全な大学としての資格を付与された。2015年から2017年にわたり、サンデー・タイムズ紙は、ファルマス大学を英国におけるトップ芸術大学に認定している。
ペンリン・キャンパスは、Combined Universities in Cornwallによって2016年までエクセター大学と共同運営されてきた。歴史的なファルマス・キャンパスは、近代的なペンリン・キャンパスとは好対称をなしている。

## キャンパスと建物

### ファルマス・キャンパス
ファルマス・キャンパスは、大学の運営拠点であり、芸術系、グラフィックデザイン系、およびファッション系の学科が設置されている。ファッションデザイン、ファインアート、グラフィックデザイン、イラストレーション、スポーツウェアデザイン、パブリック・リレーションズの各コースに加え、クリエイティブ広告およびイラストレーション(Authorial Practice)の修士課程を擁している。 

ファルマス・キャンパスの施設：
- 学習リソースセンター
- MacとPCのパソコン室
- 学食、学生生協（Woodlaneバー)
- 大学アートショップ
- ファッションスタジオ
- グラフィックデザインスタジオ
- イラストレーションスタジオ
- ファイン・アートスタジオ
- 描画スタジオ
- 大学管理事務所

### ペンリン・キャンパス
ペンリン・キャンパスは1998年にファルマス芸術大学によって取得された。７エーカーの土地は、地域のための修道院だった。ファルマス芸術大学はプリマス大学とエクセター大学に合同大学キャンパスの可能性を打診した。両大学ともに興味を示したがプリマス大学は撤退した。新設キャンパスのDaphne du Maurierビルと学生寮は2004年に開設され、学生数と施設を大きく成長させてきた。ペンリン・キャンパスはCombined Universities in Cornwall プロジェクトの中心拠点として、コーンウォール地方における高等教育の発展を牽引してきた。
ペンリンキャンパスの施設：
- セミナー室と講義室
- 図書館（アーカイブと特別コレクションを含む)
- 学生サポートデスク
- キャリアゾーン
- ITルームとITサポートセンター
- 学食(Stannary)
- 学生生協
- スポーツセンター
- 多目的ゲームエリア
- デザインセンター
- 写真センター
- 映画・テレビスクール（メディアセンター)
- パフォーマンスセンター
- 文芸学科（Tremoughハウス内)
- キャンパス内の寮（Glasney ParcとGlasney View)
- イノベーション研究アカデミー

## ランキング
ファルマス大学は、2011年に英国で最高位の大学(ロンドン大学のカレッジを除く)にランクされた(The Guardian Good University Guide 2012参照）さらに、サンデー・タイムズ英国大学案内2012ではアート&デザイン分野の7位にランクされた。"Which?"では2012年、英国のクリエイティブな大学で第3位にランクされた。2015年には、サンデー・タイムズが、ファルマス大学を、英国第1位の芸術大学に選定した。NSS（全国学生調査）によれば、すべての設問において改善がみられ、図書館、IT設備や専門的設備などの学習資源で92点、14コースで90点、描画コースおよびクリエイティブ広告コースでは100%の満足度を達成した。

## 学科
大学は現在、以下のような学科で構成されている。
- ファルマス芸術スクール
- イノベーション研究アカデミー
- 音楽&劇場芸術アカデミー
- ファッション&テキスタイル研究所
- 写真研究所
- コミュニケーションデザイン・スクール
- 映画&テレビ・スクール
- 文芸ジャーナリズム・スクール
- 建築デザイン&内装・スクール
- ゲームアカデミー